# Concordiaplatz

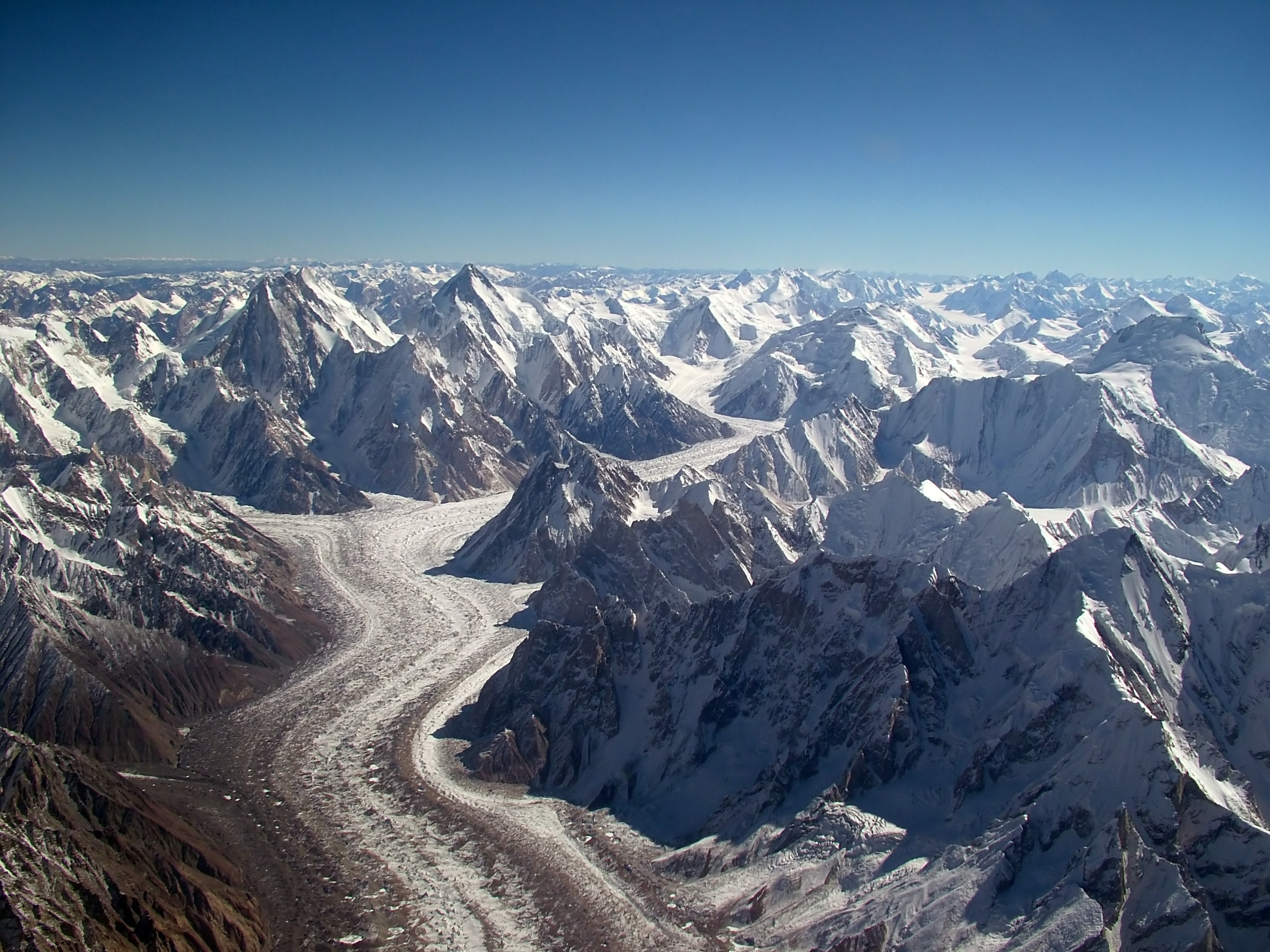
Luftbild des Baltorogletschers mit dem Concordiaplatz, rechts davon der Mitre Peak, dahinter die Gasherbrums

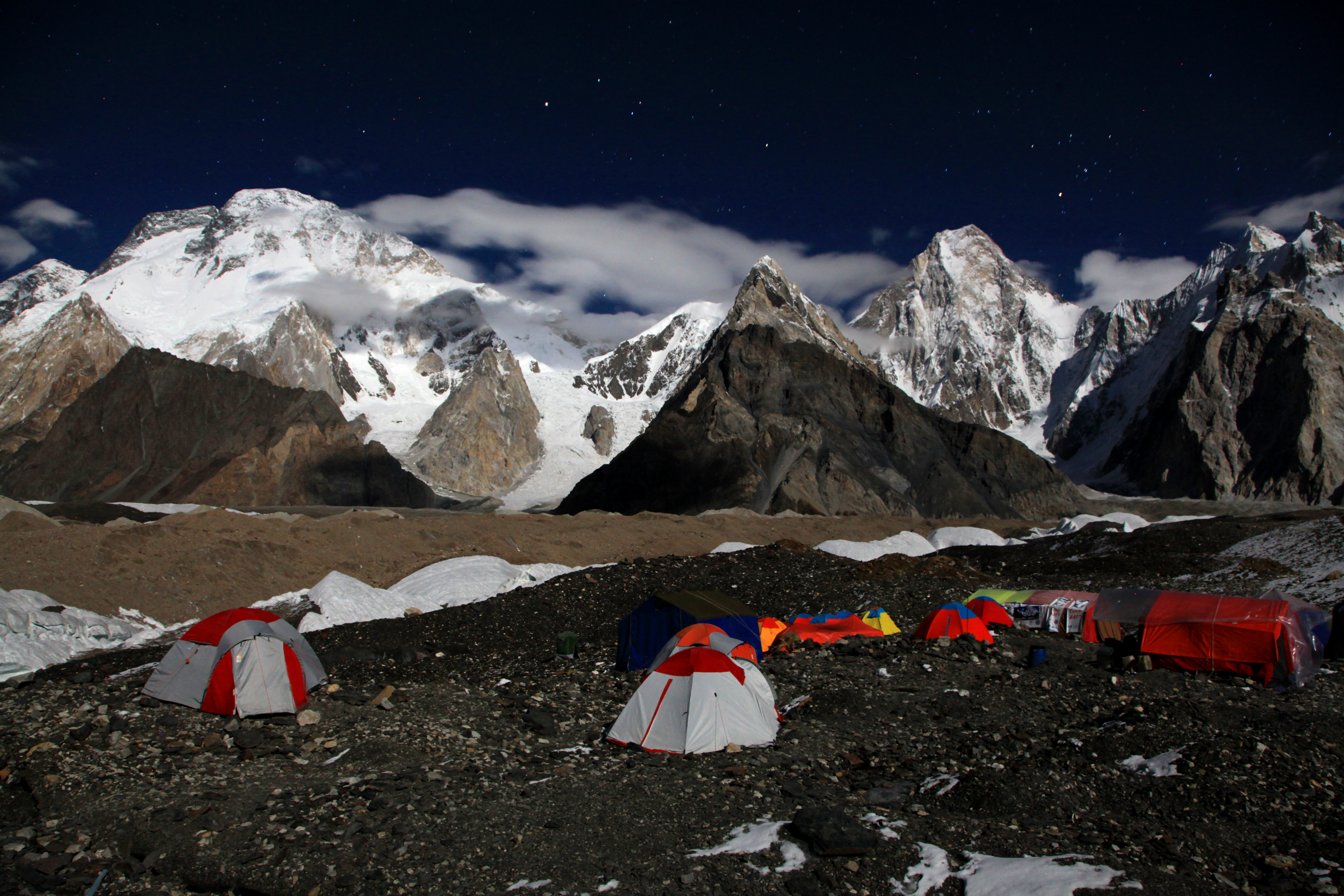
Lager am Concordiaplatz mit Broad Peak (8051 m) und Gasherbrum IV (7932 m)

Als Concordiaplatz (auch Konkordiaplatz oder Concordia/Konkordia) wird der Ort im zentralen Karakorum bezeichnet, an dem der Baltoro-Gletscher und der Godwin-Austen-Gletscher zusammenfließen. Dieser Platz wird auch als das Herz des Karakorums bezeichnet. Er hat einen Durchmesser von über drei Kilometern und liegt auf einer Höhe von etwa 4600 m über dem Meer. Er gehört zu den Pakistanischen Nordgebieten. Die Grenze zum chinesisch-kontrollierten Shaksgam-Tal verläuft über die östlich des Platzes liegenden Berge, die zu den höchsten der Welt zählen, unter ihnen vier Achttausender.

## Name

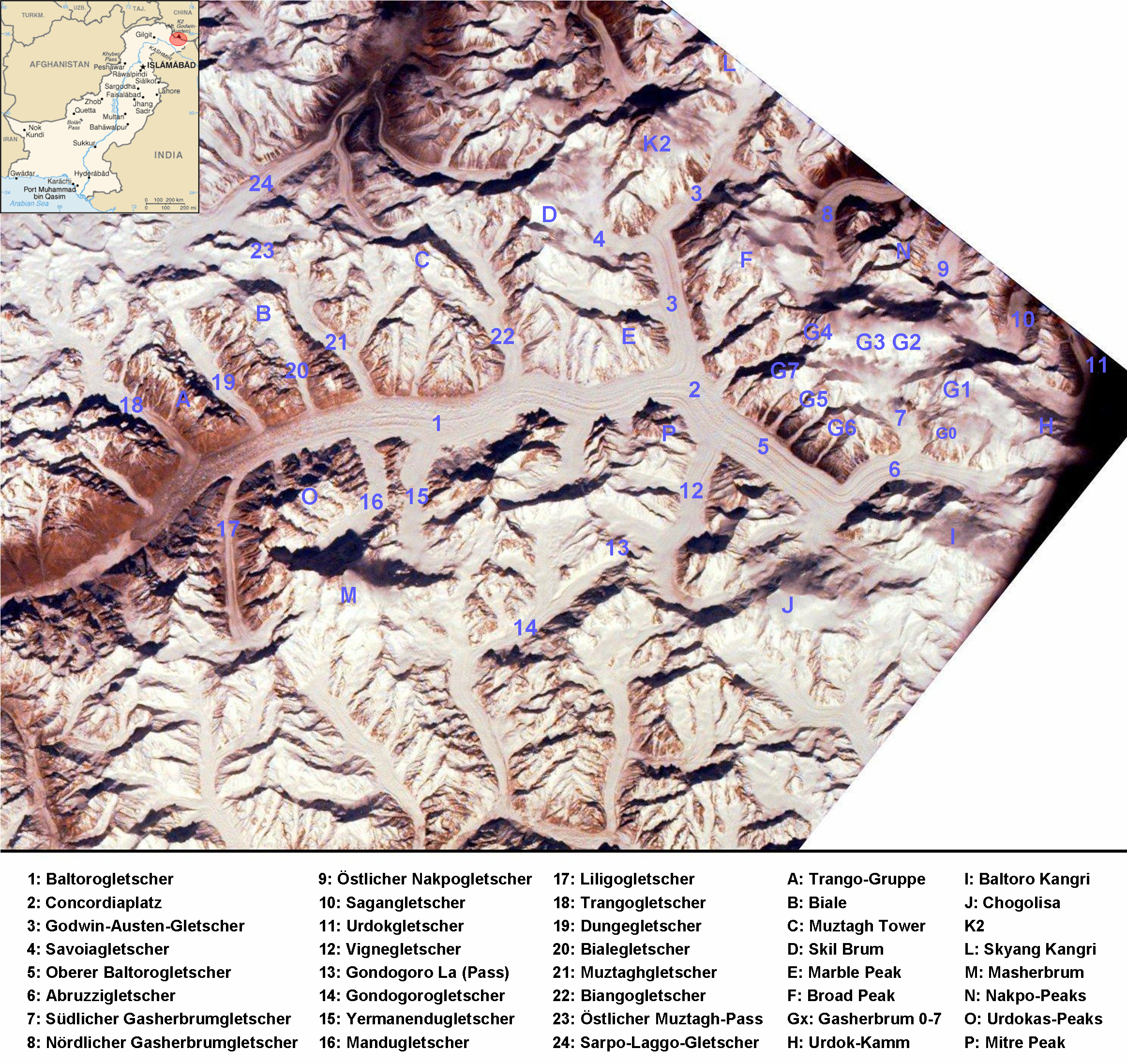
Das Baltoro-Gebiet im Karakorum (2: Concordiaplatz)

Der Name des Platzes stammt von William Martin Conway, der sich bei seiner Karakorumexpedition 1892 an den Konkordiaplatz in den Schweizer Alpen erinnert sah, wo sich ebenfalls mehrere Eisströme vereinen. Es findet sich aber auch eine andere Herleitung. Danach hat sich der Forscher an den Place de la Concorde in Paris erinnert gefühlt. In beiden Fällen geht die Benennung des Platzes aber auf Conway zurück.

## Beitragende Gletscher

### Oberer Baltorogletscher
Das Nährgebiet des Baltorogletschers befindet sich zwischen den Bergen Chogolisa und Baltoro Kangri. Von dort fließt der hier häufig als Oberer Baltorogletscher bezeichnete etwa zwei Kilometer breite Eisstrom mit geringem Gefälle 15 Kilometer in nordwestliche Richtung. Kurz vor dem Concordiaplatz verbreitert er sich durch den Zufluss des Vigne-Gletschers, der von der Nordwestseite der Chogolisa in Richtung Nordnordost fließt.

### Godwin-Austen-Gletscher
Der Godwin-Austen-Gletscher hat sein Akkumulationsgebiet zwischen dem Sattel der Winde (auch Windy Gap oder Skyang-La) und dem Skyang Kangri nordöstlich des K2, fließt entlang der Südostseite des zweithöchsten Bergs der Erde zehn Kilometer in südwestliche Richtung und biegt dann genau nach Süden, und fließt als etwa 1,5 Kilometer breiter Talgletscher westlich des Broad Peak auf einer Länge von neun Kilometern in Richtung Concordiaplatz.

### Weitere Gletscher

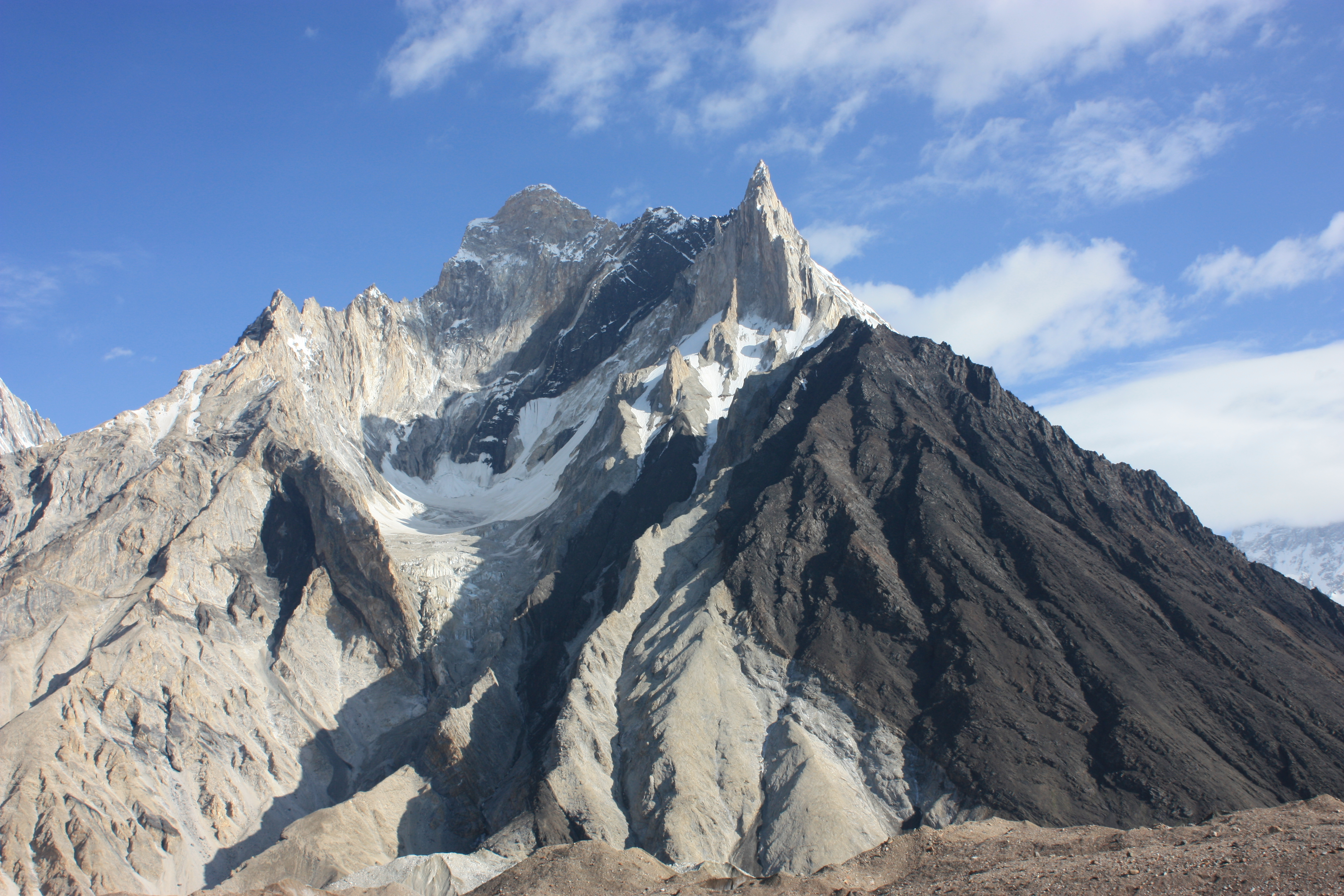
Der 6256 Meter hohe Marble Peak ist der nordwestliche Eckpfeiler des Konkordiaplatzes.

Einige kleinere Gletscher münden ebenfalls am Concordiaplatz in den Baltoro: Von der Westseite des Gasherbrum IV kommt der Westliche Gasherbrumgletscher. Wenige 100 Meter nördlich fließt der Falchan-Gletscher, der sich in der Südwestseite des Broadpeaks nährt, in den Concordiaplatz.

### Baltorogletscher
Die vereinten Eis- (und Geröll-)massen fließen als Baltorogletscher noch etwa 35 km nach Westen.

## Abfluss
An der Gletscherzunge des Baltoros entspringt der Braldu, der kurz darauf auch das Schmelzwasser des Biafo-Gletschers aufnimmt und später in den Shigar mündet, der schließlich bei Skardu in den Indus entwässert.

## Berge

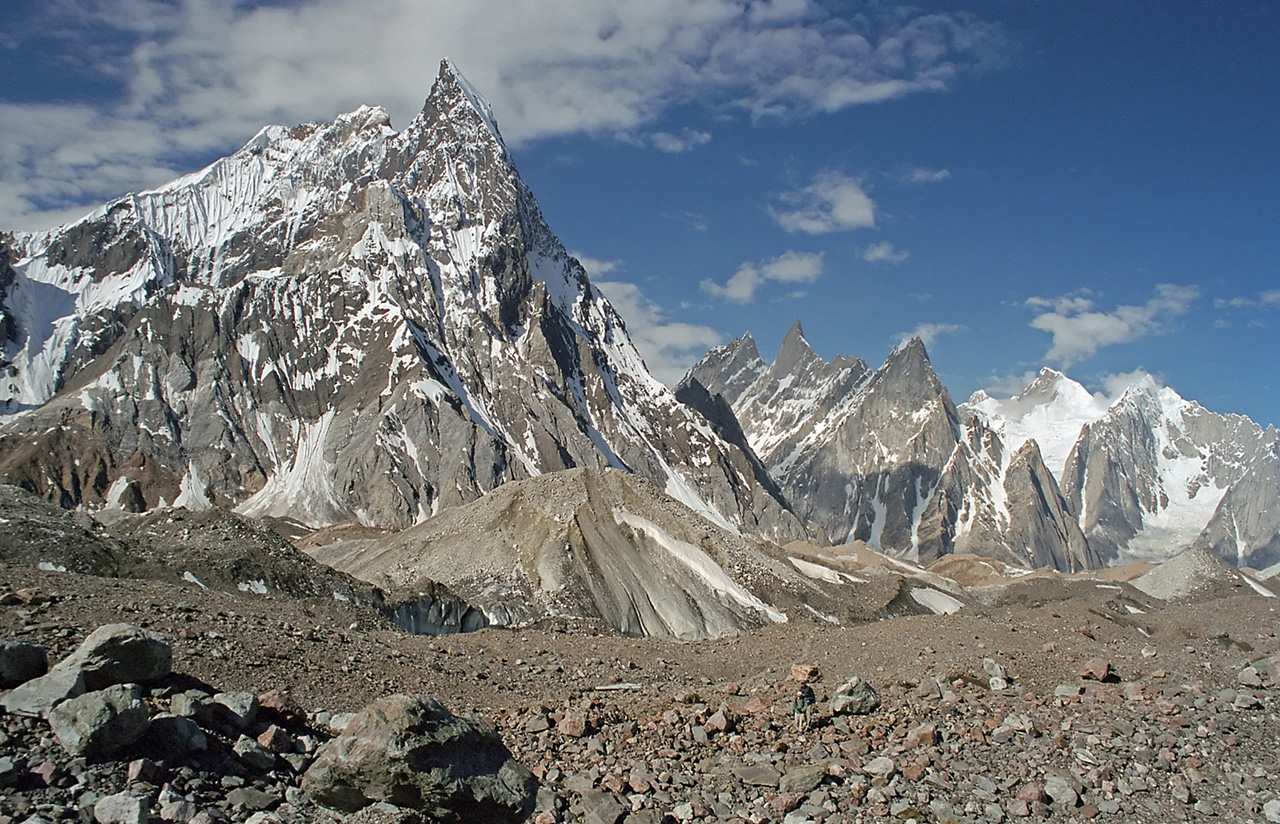
Der Mitre Peak ist der südwestliche Eckpfeiler des Concordiaplatzes.

Schon beim Anmarsch über den Baltorogletscher blickt man auf die Westwand des Gasherbrum IV, die die Ostseite des Concordiaplatzes überragt. In der nordöstlichen Ecke – also zwischen Baltoro- und Godwin-Austen-Gletscher – liegt der 6256 m hohe Marble Peak. Ihm gegenüber liegt eingerahmt von Baltoro-, Oberer-Baltoro- und Vigne-Gletscher der 6010 m hohe Mitre Peak als „Talwächter über dem Concordiaplatz“.
Vom Concordiaplatz aus sind zahlreiche Berge zu sehen. Der Blick nach Norden den Godwin-Austen-Gletscher hinauf fällt unweigerlich auf die 8611 m hohe Pyramide des K2, von dort im Uhrzeigersinn auf die Gipfel des Broad Peak und die westlichen Berge der Gasherbrum-Gruppe (G IV, G V, G VI und G VII), hinter denen sich die Achttausender Gasherbrum II und Gasherbrum I verbergen. Über dem Oberen Baltorogletscher thront im Süden der 7312 m Baltoro Kangri und die zahlreichen Sechstausender zwischen Oberem Baltoro- und Vignegletscher werden von der 7665 m hohen Chogolisa mit ihrem waagerecht verlaufenden Gipfelgrat überragt. Der Blick nach Westen den Baltoro hinab trifft auf Mitre Peak, Masherbrum, die Trango-Gruppe, den Muztagh Tower, den Marble Peak und schließlich die Berge westlich des Godwin-Austen-Gletschers, zu denen der Skil Brum zählt.

### Berge am Concordiaplatz
Achttausender:
- K2, 8.611 m
- Gasherbrum I, 8.080 m
- Broad Peak, 8.051 m
- Gasherbrum II, 8.034 m

Weitere Berge:
- Gasherbrum III, 7.952 m
- Gasherbrum IV, 7.925 m
- Masherbrum (K1), 7.821 m
- Chogolisa, 7.665 m
- Muztagh Tower, 7.273 m
- Snow Dome, 7.160 m
- Biarchedi, 6.781 m
- Marble Peak, 6.256 m
- Mitre Peak, 6.010 m

## Touristische Bedeutung

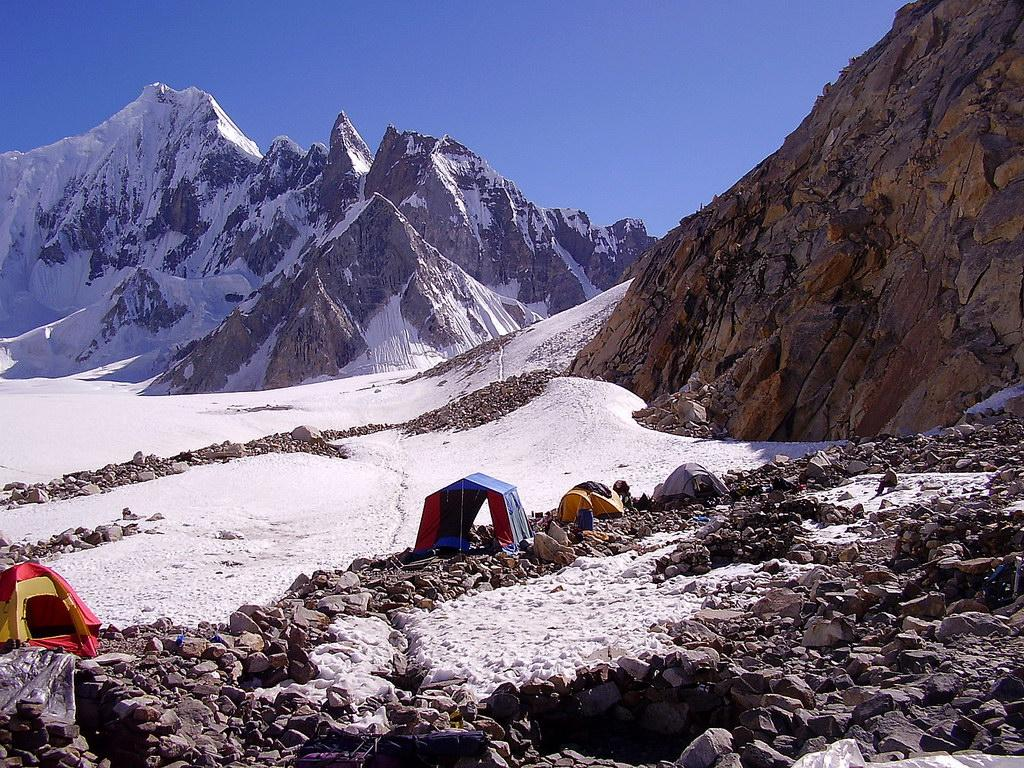
Das Ali Camp auf dem Vigne Gletscher. Hinten rechts (verdeckt) der Zugang zum Gondoghoro Pass

Während der Concordiaplatz für Bergsteiger die letzte Zwischenstation vor den jeweiligen Basislagern an den Achttausendern darstellt, ist er für die zahlreichen Trekkingtouristen bereits das Ziel der Reise, an dem sie üblicherweise zwei Nächte verbringen und eine Tagestour z. B. zum K2-Basislager unternehmen, bevor sie sich auf den Rückweg machen. Dieser erfolgt entweder wie der Hinweg über den Baltoro nach Askole, oder über den Vigne-Gletscher und den 5940 m hohen Gondoghoro-Pass nach Hushe.

### Probleme
Das große Lager am Concordiaplatz bereitet inzwischen logistische Probleme. Vor allem die Versorgung mit Trinkwasser ist schwierig, denn das Eis ist aufgrund allgegenwärtiger Fäkalienbelastung zum Verzehr nicht zu empfehlen.